# Sam Huntington
Sam Huntington (ur. 1 kwietnia 1982 w Peterborough) – amerykański aktor filmowy i telewizyjny.

## Życiorys
Jego wujkiem był aktor Ralph Bellamy. Uczęszczał do Hampshire College w Amherst w Massachusetts. Karierę aktorską rozpoczął mając 14 lat. W 1996 roku zagrał w filmie telewizyjnym Żniwa ognia, następnie w kilku filmach takich jak: Jungle 2 Jungle, a także wystąpił gościnnie w serialach: CSI: Kryminalne zagadki Miami i CSI: Kryminalne zagadki Nowego Jorku.
12 sierpnia 2006 roku poślubił aktorkę Rachel Klein. Mają syna Charliego i córkę.

## Filmografia
- 1996: Żniwa ognia (Harvest of Fire, TV) jako Nathan Hostetler
- 1997: Z dżungli do dżungli (Jungle 2 Jungle) jako Mimi-Siku
- 1997: Prawo i porządek jako Terry Lawlor
- 1999: Detroit Rock City jako Jeremiasz "Jam" Bruce
- 2001: To nie jest kolejna komedia dla kretynów jako Ox
- 2003: Rolling Kansas jako Dinkadoo Murphy
- 2003: Piżama party jako Ren
- 2004: W rękach wroga jako Virgil Wright
- 2004: Sposób na kobietę jako Clay Adams
- 2004: CSI: Kryminalne zagadki Miami jako Justin Gillespie
- 2005: River's End jako Clay Watkins
- 2004–2005: Weronika Mars jako Luke
- 2005: CSI: Kryminalne zagadki Nowego Jorku jako Connor Mulcahy
- 2006: Superman: Powrót jako Jimmy Olsen
- 2011: Dylan Dog: Dead of Night jako Mercus Deckler
- 2012: Magazyn 13 jako Ethan
- 2014: Weronika Mars jako Luke Haldeman
- 2015-2017: Rosewood jako Mitchie Mendelson
- 2016: Sully jako Jeff Kolodjay
- 2017: The Expanse jako Solomon Epstein